# Байловце
Байловце или Байловци (на македонска литературна норма: Бајловце) е село в Северна Македония, в община Старо Нагоричане.

## География
Селото е разположено в областта Средорек в най-западните склонове на планината Герман.

## История
През втората половина на 1873 година на проведения истилям (допитване) селото се определя в полза на Българската екзархия.
В края на XIX век Байловце е голямо българско село в Кумановска каза на Османската империя. Според статистиката на Васил Кънчов („Македония. Етнография и статистика“) от 1900 година Байловци е населявано от 910 жители българи християни.
Цялото християнско население на селото е под върховенството на Българската екзархия. По данни на секретаря на екзархията Димитър Мишев („La Macédoine et sa Population Chrétienne“) в 1905 година в Байловци има 880 българи екзархисти и в селото функционира българско училище. Според секретен доклад на българското консулство в Скопие всичките 114 къщи в селото през 1904 година под натиска на сръбската пропаганда в Македония признават Цариградската патриаршия.
В учебната 1907/1908 година според Йован Хадживасилевич в селото има патриаршистко училище.
Според преброяването от 2002 година селото има 129 жители.
| Националност     | Всичко |
| северномакедонци | 126    |
| албанци          | 0      |
| турци            | 0      |
| роми             | 0      |
| власи            | 0      |
| сърби            | 2      |
| бошняци          | 0      |
| други            | 1      |

## Личности
Родени в Байловце
- Божил Костадинов, деец на ВМОРО отпреди Винишката афера, убит от сърбите[7]
- Денко Стефанов, македоно-одрински опълченец, четата на Михаил Думбалаков[8]
- Стоян Василев, български опълченец, V опълченска дружина, умрял преди 1918 г.[9]